# Valentín Picatoste
Valentín Picatoste y García (Papatrigo, 1862-Madrid, 1913) fue un escritor, periodista y archivero español.

## Biografía
Valentín Picatoste, que habría nacido en 1862 en la localidad abulense de Papatrigo, era hijo de Felipe Picatoste Rodríguez. Archivero, fue redactor del Diario de Ávila (1902), además de colaborador de Para Todos (1902). Fue autor de En el rápido (1888), diversos textos pedagógicos y de una colección de pequeñas monografías de las provincias españolas, titulada Descripción é historia política, eclesiástica y monumental de España, además de una serie de Cartillas de divulgación estética. Sobre Ávila, su tierra natal, escribió varios libros como Tradiciones de Ávila (Madrid, 1888), Ávila y los Reyes Católicos y La virgen de Sonseca, patrona de Ávila. Era miembro correspondiente de la Academia de San Fernando y caballero de la Orden de Isabel la Católica. Falleció el 22 de mayo de 1913 en Madrid.